# Molecular Oral Microbiology
Molecular Oral Microbiology, abgekürzt Mol. Oral Microbiol., ist eine wissenschaftliche Fachzeitschrift, die vom Wiley-Blackwell-Verlag veröffentlicht wird. Die Zeitschrift erscheint mit sechs Ausgaben im Jahr. Es werden Arbeiten veröffentlicht, die sich mit der Mikrobiologie in der Mundhöhle und in den Atemwegen beschäftigen.
Der Impact Factor lag im Jahr 2012 bei 2,648. Nach der Statistik des ISI Web of Knowledge wird das Journal mit diesem Impact Factor in der Kategorie Zahnmedizin & Kieferchirurgie an zwölfter Stelle von 83 Zeitschriften und in der Kategorie Mikrobiologie an 52. Stelle von 116 Zeitschriften geführt.